# Claude Accursi
Claude Accursi est un scénariste et réalisateur français né le 28 mai 1920 dans le 9e arrondissement de Paris et mort le 17 mai 1988 à Toulouse.

## Biographie
Réalisateur de deux longs métrages, il reste connu surtout comme scénariste.
Il est enterré au cimetière de Montmartre.

## Filmographie

### Scénariste
- 1947 : Voyage Surprise de Pierre Prévert
- 1951 : Minuit quai de Bercy de Christian Stengel + dialogues
- 1952 : Trois femmes d'André Michel
- 1954 : Théodora, impératrice de Byzance de Riccardo Freda
- 1956 : Bonsoir Paris, bonjour l'amour de Ralph Baum
- 1957 : Vacances explosives de Christian Stengel
- 1957 : Paris Music Hall de Stany Cordier
- 1957 : La Tour, prends garde ! de Georges Lampin
- 1959 : Les Tripes au soleil de Claude Bernard-Aubert + dialogues
- 1961 : Maléfices de Henri Decoin
- 1963 : A fleur de peau de Claude Bernard-Aubert + dialogues
- 1963 : À l'aube du troisième jour de Claude Bernard-Aubert + dialogues
- 1966 : Le facteur s'en va-t-en guerre de Claude Bernard-Aubert
- 1967 : Les Jeunes Loups de Marcel Carné + dialogues

### Réalisateur
- 1951 : Ça c'est du cinéma (coréalisateur : Raymond Bardonnet) + scénariste
- 1974 : Dada au cœur + scénariste